# يوهانس إفانجلست هالر
يوهانس إفانجلست هالر (بالألمانية: Johannes Evangelist Haller)‏ (و. 1825 – 1900 م) هو كاهن كاثوليكي، وسياسي نمساوي، ولد في النمسا، توفي في سالزبورغ، عن عمر يناهز 75 عاماً.

## مناصب
تولى منصب كاردينال (منذ 29 نوفمبر 1895)
- أسقف كاثوليكي (منذ 4 أكتوبر 1874)
- أسقف مساعد  [لغات أخرى]‏
- مطران كاثوليكي  [لغات أخرى]‏
- أسقف عنواني  [لغات أخرى]‏[1]
- أسقف مساعد  [لغات أخرى]‏

.